# 2022. évi nyári európai ifjúsági olimpiai fesztivál
A 2022. évi nyári európai ifjúsági olimpiai fesztivál, hivatalos nevén a XVI. nyári európai ifjúsági olimpiai fesztivál egy több sportágat magába foglaló nemzetközi sportesemény volt, melyet 2022. július 24. és július 30. között rendeztek meg Besztercebányán.
Magyarország 94 sportolóval képviseltette magát a játékokon.

## Részt vevő nemzetek
Az alábbi 48 nemzet képviseltette magát a sporteseményen:
- Albánia
- Andorra
- Ausztria
- Azerbajdzsán
- Belgium
- Bosznia-Hercegovina
- Bulgária
- Ciprus
- Csehország
- Dánia
- Észtország
- Finnország
- Franciaország
- Görögország
- Grúzia
- Hollandia
- Horvátország
- Izland
- Izrael
- Írország
- Koszovó
- Lengyelország
- Lettország
- Liechtenstein
- Litvánia
- Luxemburg
- Észak-Macedónia
- Magyarország (95)
- Málta
- Moldova
- Monaco
- Montenegró
- Egyesült Királyság
- Németország
- Norvégia
- Olaszország
- Örményország
- Portugália
- Románia
- San Marino
- Spanyolország
- Svájc
- Svédország
- Szerbia
- Szlovákia
- Szlovénia
- Törökország
- Ukrajna

## Versenyszámok
- Atlétika (40)
- Cselgáncs (17)
- Kerékpározás (4)
- Kézilabda (2)
- Kosárlabda (2)
- Röplabda (2)
- Tenisz (3)
- Tollaslabda (3)
- Torna (15)
- Úszás (32)

## Helyszínek
| Helyszín                       | Város          | Sportág, rendezvény     |
| ------------------------------ | -------------- | ----------------------- |
| SNP Stadium                    | Besztercebánya | Nyitó- és záró ünnepség |
| Atlétikai sport park           | Besztercebánya | Atlétika                |
| Cselgáncs sport park           | Besztercebánya | Cselgáncs               |
| A város utcái                  | Besztercebánya | Kerékpározás            |
| Gyetvai kézilabda csarnok      | Gyetva         | Kézilabda               |
| Zólyomi kézilabda csarnok      | Zólyom         | Kézilabda               |
| Erdőbádonyi kosárlabda csarnok | Erdőbádony     | Kosárlabda              |
| Egyetemi kosárlabda csarnok    | Besztercebánya | Kosárlabda              |
| Zólyomi röplabda csarnok       | Zólyom         | Röplabda                |
| Zólyomlipcsei röplabda csarnok | Zólyomlipcse   | Röplabda                |
| Tenisz sport park              | Besztercebánya | Tenisz                  |
| Torna stadion                  | Besztercebánya | Torna                   |
| Tollaslabda sport park         | Besztercebánya | Tollaslabda             |
| Úszó sport park                | Besztercebánya | Úszás                   |

## Magyar érmesek
| Érem  | Versenyző | Versenyszám | Versenyszám           |
| ----- | --- | ----------- | --------------------- |
| Arany | Rózsahegyi Bori | atlétika    | Lány távolugrás       |
| Arany | Szabados Ármin | atlétika    | Fiú kalapácsvetés     |
| Arany | Deák Zalán | atlétika    | Fiú 100 m             |
| Arany | Faragó Lea Giricz Lilla Horváth Fanni Keceli Renáta Krasznai Júlia Menczer Lili Mészáros Virág Mórocz Fanni Pálmai Liza Papp Dorka Rédecsi Polett Szabó Laura Szalai Petra Török Fanni Varga Dalma | kézilabda   | Lány csapat           |
| Arany | Elekes Tamara | úszás       | Lány 400 m vegyes     |
| Arany | Kováts Alex | úszás       | Fiú 200 m hát         |
| Ezüst | Szirbek Albert | atlétika    | Fiú 1500 m            |
| Ezüst | Mészáros Emma | atlétika    | Lány rúdugrás         |
| Ezüst | Dobó Zsombor | atlétika    | Fiú diszkoszvetés     |
| Ezüst | Herczeg Attila | atlétika    | Fiú gerelyhajítás     |
| Ezüst | Alexovics Dániel Deák Zalán Bodrogi Levente Fodor Péter | atlétika    | Fiú svéd váltó        |
| Ezüst | Szeleczki Szabina | cselgáncs   | Lány -44 kg           |
| Ezüst | Kelemen Adél | cselgáncs   | Lány -63 kg           |
| Ezüst | Kováts Alex | úszás       | Fiú 200 m vegyes      |
| Ezüst | Kováts Alex | úszás       | Fiú 400 m vegyes      |
| Bronz | Kovács Alexandra | atlétika    | Lány 5000 m gyaloglás |
| Bronz | Illyés Gréta | atlétika    | Lány gerelyhajítás    |
| Bronz | Balogh Laura Rózsahegyi Bori Lalik Petra Kriszt Sarolta | atlétika    | Lány svéd váltó       |
| Bronz | Mamira Luca | cselgáncs   | -52 kg                |
| Bronz | Czirkos Anna Panka Drahos Leila Gréts Dalma Halmágyi Kitti Hőgye Petra Panna Kendelényi Luca Sinka-Pálinkás Szofi Subotic Milka Szücs Gréta Tózer-Nemes Boglárka Vasi Hanna Völgyi Lili            | kosárlabda  | Lány csapat           |
| Bronz | Zámbó Virág Angyal | úszás       | Lány 200 m pillangó   |
| Bronz | Szabó Dóra | úszás       | Lány 200 m hát        |
| Bronz | Kovács-Seres Hunor | úszás       | Fiú 1500 m gyors      |
| Bronz | Bagi Zoltán | úszás       | Fiú 100 gyors         |

## Magyar versenyzők[2][3]

### Versenyzők száma
| Sportág, szakág | Magyar résztvevő | Magyar résztvevő | Magyar résztvevő |
| --------------- | ---------------- | ---------------- | ---------------- |
| Sportág, szakág | Fiú              | Lány             | Össz.            |
| Atlétika        | 13               | 13               | 26               |
| Cselgáncs       | 5                | 4                | 9                |
| Kerékpározás    | 3                | 3                | 6                |
| Kézilabda       | 0                | 15               | 15               |
| Kosárlabda      | 0                | 12               | 12               |
| Röplabda        | 0                | 0                | 0                |
| Tenisz          | 1                | 1                | 2                |
| Tollaslabda     | 1                | 1                | 2                |
| Torna           | 3                | 3                | 6                |
| Úszás           | 7                | 9                | 16               |
| Összesen        | 33               | 61               | 94               |

### Atlétika

#### Fiúk
| Versenyző             | Versenyszám      | Elődöntő | Elődöntő | Döntő      | Döntő      |
| Versenyző             | Versenyszám      | Eredmény | Helyezés | Eredmény   | Helyezés   |
| --------------------- | ---------------- | -------- | -------- | ---------- | ---------- |
| Deák Zalán            | 100 m            | 10,81    | 1.       | 10,59      |            |
| Alexovics Dániel      | 200 m            | 22,22    | 2.       | 21,89      | 4.         |
| Bodrogi Levente       | 400 m gát        | 56,92    | 8.       | 57,33      | 8.         |
| Fodor Péter           | 400 m            | 50,42    | 5.       | kiesett    | kiesett    |
| Szirbek Albert        | 1500 m           |          |          | 4:02,69    |            |
| Szabó Benjamin Márton | 2000 m akadály   |          |          | 5:54,23    | 4.         |
| Bor Benjamin          | 5000 m gyaloglás |          |          | nem indult | nem indult |

| Versenyző      | Versenyszám   | Döntő                    | Döntő                    |
| Versenyző      | Versenyszám   | Eredmény                 | Helyezés                 |
| -------------- | ------------- | ------------------------ | ------------------------ |
| Dobó Zsombor   | Diszkoszvetés | 56,65 m                  |                          |
| Fadgyas Vilmos | Rúdugrás      | nincs érvényes kisérlete | nincs érvényes kisérlete |
| Herczeg Attila | Gerelyhajítás | 69,46 m                  |                          |
| Kerék Patrik   | Hármasugrás   | 13,69 m                  | 7.                       |
| Szabados Ármin | Kalapácsvetés | 72,64 m                  |                          |
| Trenka Ádám    | Távolugrás    | 6,55 m                   | 5.                       |

| Versenyző                                               | Versenyszám | Selejtező | Selejtező | Döntő    | Döntő    |
| Versenyző                                               | Versenyszám | Eredmény  | Helyezés  | Eredmény | Helyezés |
| ------------------------------------------------------- | ----------- | --------- | --------- | -------- | -------- |
| Alexovics Dániel Deák Zalán Bodrogi Levente Fodor Péter | Svéd váltó  | 1:59,92   | 2.        | 1:55,43  |          |

#### Lányok
| Versenyző        | Versenyszám      | Elődöntő | Elődöntő | Döntő    | Döntő    |
| Versenyző        | Versenyszám      | Eredmény | Helyezés | Eredmény | Helyezés |
| ---------------- | ---------------- | -------- | -------- | -------- | -------- |
| Balogh Laura     | 100 m gát        | 14,25    | 6.       | kiesett  | kiesett  |
| Ecseri Angéla    | 400 m gát        | 62,36    | 2.       | 61,45    | 4.       |
| Kriszt Sarolta   | 200 m            | 24,43    | 1.       | 24,41    | 4.       |
| Lalik Petra      | 400 m            | 57,57    | 4.       | kiesett  | kiesett  |
| Kis Petra        | 800 m            | 2:12,45  | 2.       | 2:12,92  | 5.       |
| Szemán Kata      | 2000 m akadály   |          |          | 7:29,95  | 14.      |
| Kovács Alexandra | 5000 m gyaloglás |          |          | 23:17,79 |          |

| Versenyző             | Versenyszám   | Elődöntő | Elődöntő | Döntő    | Döntő    |
| Versenyző             | Versenyszám   | Eredmény | Helyezés | Eredmény | Helyezés |
| --------------------- | ------------- | -------- | -------- | -------- | -------- |
| Fertig Fanni          | Kalapácsvetés |          |          | 57,10 m  | 7.       |
| Fransisco-Lucas Laura | Hármasugrás   | 11,73 m  | 4.       | 11,82 m  | 11.      |
| Illyés Gréta          | Gerelyhajítás |          |          | 49,03 m  |          |
| Mészáros Emma         | Rúdugrás      |          |          | 3,95 m   |          |
| Papp Zsófia Edina     | Magasugrás    | 1,65 m   | 6.       | 1,69 m   | 9.       |
| Rózsahegyi Bori       | Távolugrás    | 597 cm   | 1.       | 6,16 m   |          |

| Versenyző                                               | Versenyszám | Selejtező | Selejtező | Döntő    | Döntő    |
| Versenyző                                               | Versenyszám | Eredmény  | Helyezés  | Eredmény | Helyezés |
| ------------------------------------------------------- | ----------- | --------- | --------- | -------- | -------- |
| Balogh Laura Rózsahegyi Bori Lalik Petra Kriszt Sarolta | Svéd váltó  | 2:13,66   | 2.        | 2:11,59  |          |

### Cselgáncs

#### Fiúk
| Versenyző           | Versenyszám | Végeredmény |
| Versenyző           | Versenyszám | Helyezés    |
| ------------------- | ----------- | ----------- |
| Botos Noel          | -100 kg     | kiesett     |
| Dobos Levente       | +100 kg     | kiesett     |
| Dobos Levente       | +81 kg      | kiesett     |
| Eichmüller Gergő    | -73 kg      | kiesett     |
| Gábor Áron Dániel   | -66 kg      | kiesett     |
| Kenderesi Péter     | -90 kg      | 7.          |
| Miklósvölgyi Dániel | -81 kg      | kiesett     |

#### Lányok
| Versenyző           | Versenyszám | Végeredmény |
| Versenyző           | Versenyszám | Helyezés    |
| ------------------- | ----------- | ----------- |
| Kelemen Adél        | -63 kg      |             |
| Mamira Luca         | -52 kg      |             |
| Sági Nikolett Ágnes | -78 kg      | kiesett     |
| Sági Nikolett Ágnes | +63 kg      | kiesett     |
| Szeleczki Szabina   | -44 kg      |             |

### Kerékpározás

#### Fiúk
| Versenyző      | Versenyszám   | Végeredmény | Végeredmény |
| Versenyző      | Versenyszám   | Eredmény    | Helyezés    |
| -------------- | ------------- | ----------- | ----------- |
| Csáki Szabolcs | Időfutam      | 11:56,40    | 64.         |
| Csáki Szabolcs | Mezőnyverseny | 1:41:55     | 73.         |
| Hancz Tamás    | Időfutam      | 11:21,01    | 21.         |
| Hancz Tamás    | Mezőnyverseny | 1:32:33     | 22.         |
| Pakot András   | Időfutam      | 11:27,65    | 29.         |
| Pakot András   | Mezőnyverseny | 1:32:33     | 7.          |

#### Lányok
| Versenyző    | Versenyszám   | Végeredmény | Végeredmény |
| Versenyző    | Versenyszám   | Eredmény    | Helyezés    |
| ------------ | ------------- | ----------- | ----------- |
| Mudra Málna  | Időfutam      | 13:27,64    | 55.         |
| Mudra Málna  | Mezőnyverseny | 1:38:20     | 59.         |
| Pusztai Dóra | Időfutam      | 13:20,02    | 47.         |
| Pusztai Dóra | Mezőnyverseny | 1:35:52     | 44.         |
| Tóth Réka    | Időfutam      | 13:10,68    | 34.         |
| Tóth Réka    | Mezőnyverseny | 1:32:40     | 21.         |

### Kézilabda

#### Lányok
| Versenyző | Végeredmény       | Végeredmény     | Végeredmény     | Végeredmény      | Végeredmény   | Végeredmény   | Végeredmény |
| Versenyző | Csoportmérkőzés   | Csoportmérkőzés | Csoportmérkőzés | Elődöntő         | Bronzmérkőzés | Döntő         | Helyezés    |
| --- | ----------------- | --------------- | --------------- | ---------------- | ------------- | ------------- | ----------- |
| Faragó Lea Giricz Lilla Horváth Fanni Keceli Renáta Krasznai Júlia Menczer Lili Mészáros Virág Mórocz Fanni Pálmai Liza Papp Dorka Rédecsi Polett Szabó Laura Szalai Petra Török Fanni Varga Dalma | Szlovákia · 39:22 | Dánia · 26:22   | Románia · 37:30 | Norvégia · 36-33 |               | Dánia · 30:26 |             |

### Kosárlabda

#### Lányok
| Versenyző | Végeredmény       | Végeredmény       | Végeredmény           | Végeredmény           | Végeredmény     | Végeredmény |
| Versenyző | Csoportmérkőzés   | Csoportmérkőzés   | Csoportmérkőzés       | Rájátszás             | Rájátszás       | Helyezés    |
| --- | ----------------- | ----------------- | --------------------- | --------------------- | --------------- | ----------- |
| Czirkos Anna Panka Drahos Leila Gréts Dalma Halmágyi Kitti Hőgye Petra Panna Kendelényi Luca Sinka-Pálinkás Szofi Subotic Milka Szücs Gréta Tózer-Nemes Boglárka Vasi Hanna Völgyi Lili | Szlovákia · 66-57 | Szlovénia · 59-52 | Spanyolország · 50-91 | Franciaország · 47-60 | Belgium · 57-46 |             |

### Tenisz

#### Fiúk
| Versenyző           | Versenyszám | Végeredmény |
| Versenyző           | Versenyszám | Helyezés    |
| ------------------- | ----------- | ----------- |
| Nagy Botond Levente | Egyes       | kiesett     |

#### Lányok
| Versenyző        | Versenyszám | Végeredmény |
| Versenyző        | Versenyszám | Helyezés    |
| ---------------- | ----------- | ----------- |
| Bak-Szabó Norina | Egyes       | kiesett     |

#### Vegyes
| Versenyzők                           | Versenyszám | Végeredmény |
| Versenyzők                           | Versenyszám | Helyezés    |
| ------------------------------------ | ----------- | ----------- |
| Bak-Szabó Norina Nagy Botond Levente | Páros       | kiesett     |

### Tollaslabda

#### Fiúk
| Versenyző      | Versenyszám | Végeredmény |
| Versenyző      | Versenyszám | Helyezés    |
| -------------- | ----------- | ----------- |
| Horváth Csanád | Egyes       | kiesett     |

#### Lányok
| Versenyző  | Versenyszám | Végeredmény |
| Versenyző  | Versenyszám | Helyezés    |
| ---------- | ----------- | ----------- |
| Hart Petra | Egyes       | kiesett     |

#### Vegyes
| Versenyzők                | Versenyszám | Végeredmény |
| Versenyzők                | Versenyszám | Helyezés    |
| ------------------------- | ----------- | ----------- |
| Hart Petra Horváth Csanád | Páros       | kiesett     |

### Torna

#### Fiúk
| Versenyző                                   | Versenyszám | Talaj    | Talaj | Lólengés | Lólengés | Gyűrű    | Gyűrű | Ugrás      | Ugrás      | Korlát   | Korlát | Felemás korlát | Felemás korlát | Végeredmény | Végeredmény |
| Versenyző                                   | Versenyszám | Eredmény | Hely. | Eredmény | Hely.    | Eredmény | Hely. | Eredmény   | Hely.      | Eredmény | Hely.  | Eredmény       | Hely.          | Eredmény    | Helyezés    |
| ------------------------------------------- | ----------- | -------- | ----- | -------- | -------- | -------- | ----- | ---------- | ---------- | -------- | ------ | -------------- | -------------- | ----------- | ----------- |
| Girus Kornél                                | Egyéni      | 11.500   | 75.   | 10.800   | 66.      | 9.850    | 85.   | nem indult | nem indult | 10.900   | 56.    | 12.050         | 61.            | 67.100      | 76.         |
| Nagy Márk Dávid                             | Egyéni      | 12.150   | 57.   | 12.200   | 34.      | 12.100   | 54.   | 13.275     | 20.        | 10.850   | 60.    | 12.350         | 41.            | 73.150      | 46.         |
| Ujvári Benedek                              | Egyéni      | 10.550   | 86.   | 8.900    | 84.      | 11.750   | 67.   | nem indult | nem indult | 10.650   | 69.    | 10.950         | 82.            | 65.600      | 77.         |
| Girus Kornél Nagy Márk Dávid Ujvári Benedek | Csapat      | 23.650   |       | 23.000   |          | 23.850   |       | 26.300     |            | 24.400   |        | 21.750         |                | 142.950     | 24.         |

#### Lányok
| Versenyző                                          | Versenyszám | Ugrás      | Ugrás      | Felemás korlát | Felemás korlát | Gerenda  | Gerenda | Talaj    | Talaj | Végeredmény | Végeredmény |
| Versenyző                                          | Versenyszám | Eredmény   | Hely.      | Eredmény       | Hely.          | Eredmény | Hely.   | Eredmény | Hely. | Eredmény    | Helyezés    |
| -------------------------------------------------- | ----------- | ---------- | ---------- | -------------- | -------------- | -------- | ------- | -------- | ----- | ----------- | ----------- |
| Maráczi Fruzsina                                   | Egyéni      | 11.700     | 35.        | 10.550         | 34.            | 10.250   | 63.     | 11.650   | 39.   | 43.850      | 52.         |
| Balzsay Hanna                                      | Egyéni      | nem indult | nem indult | 7.950          | 70.            | 11.000   | 47.     | 11.650   | 38.   | 42.700      | 62.         |
| Czifra Bettina Lili                                | Egyéni      | 12.600     | 19.        | 11.900         | 15.            | 12.400   | 10.     | 11.900   | 22.   | 48.850      | 14.         |
| Maráczi Fruzsina Balzsay Hanna Czifra Bettina Lili | Csapat      | 24.750     |            | 22.450         |                | 23.400   |         | 23.550   |       | 94.150      | 10.         |

### Úszás

#### Fiúk
| Versenyző           | Versenyszám    | Előfutam   | Előfutam   | Elődöntő   | Elődöntő   | Döntő      | Döntő      |
| Versenyző           | Versenyszám    | Eredmény   | Hely.      | Eredmény   | Hely.      | Eredmény   | Hely.      |
| ------------------- | -------------- | ---------- | ---------- | ---------- | ---------- | ---------- | ---------- |
| Bagi Zoltán         | 50 m gyors     | 23,76      | 3.         | nem indult | nem indult | nem indult | nem indult |
| Bagi Zoltán         | 100 m gyors    | 52,16      | 5.         | 51,77      | 3.         | 51,42      |            |
| Bagi Zoltán         | 100 m pillangó | 01:00,83   | 6.         | kiesett    | kiesett    | kiesett    | kiesett    |
| Herman-Szabó Péter  | 100 m mell     | nem indult | nem indult | nem indult | nem indult | nem indult | nem indult |
| Herman-Szabó Péter  | 200 m mell     | 2:24,12    | 5.         | 2:24.01    | 6.         | kiesett    | kiesett    |
| Horváth Ákos        | 200 m gyors    | 1:56,09    | 4.         | 1:54,95    | 5.         | kiesett    | kiesett    |
| Horváth Ákos        | 400 m gyors    | 4:03,51    | 6.         | kiesett    | kiesett    | kiesett    | kiesett    |
| Horváth Ákos        | 200 m pillangó | 2:04,64    | 1.         | 2:04,11    | 3.         | 2:04,30    | 5.         |
| Kis Noel            | 100 m gyors    | 52,51      | 3.         | kiesett    | kiesett    | kiesett    | kiesett    |
| Kovács-Seres Hunor  | 200 m gyors    | 1:59,54    | 6.         | kiesett    | kiesett    | kiesett    | kiesett    |
| Kovács-Seres Hunor  | 400 m gyors    | 3:59,52    | 4.         |            |            | 3:58,66    | 4.         |
| Kovács-Seres Hunor  | 1500 m gyors   |            |            |            |            | 15:29,36   |            |
| Kováts Alex         | 100 m hát      | 57,99      | 3.         | 57,72      | 4.         | 58,17      | 8.         |
| Kováts Alex         | 200 m hát      | 2:02,85    | 1.         | 2:02,73    | 1.         | 2:02,32    |            |
| Kováts Alex         | 200 m vegyes   | 2:06,24    | 1.         | 2:06,07    | 2.         | 2:04,75    |            |
| Kováts Alex         | 400 m vegyes   | 4:35,16    | 4.         |            |            | 4:29,18    |            |
| Tóth Benedek Viktor | 100 m pillangó | 57,04      | 5.         | 57,83      | 6.         | kiesett    | kiesett    |
| Tóth Benedek Viktor | 200 m pillangó | 2:06,36    | 4.         | kiesett    | kiesett    | kiesett    | kiesett    |
| Tóth Benedek Viktor | 200 m hát      | 2:08,43    | 6.         | kiesett    | kiesett    | kiesett    | kiesett    |

#### Lányok
| Versenyző          | Versenyszám    | Előfutam   | Előfutam   | Elődöntő   | Elődöntő   | Döntő      | Döntő      |
| Versenyző          | Versenyszám    | Eredmény   | Hely.      | Eredmény   | Hely.      | Eredmény   | Hely.      |
| ------------------ | -------------- | ---------- | ---------- | ---------- | ---------- | ---------- | ---------- |
| Elekes Tamara      | 50 m gyors     | 27,43      | 8.         | kiesett    | kiesett    | kiesett    | kiesett    |
| Elekes Tamara      | 100 m gyors    | 58,97      | 6.         | nem indult | nem indult | nem indult | nem indult |
| Elekes Tamara      | 200 m vegyes   | 2:22,03    | 1.         | 2:21,08    | 2.         | 2:20,21    | 4.         |
| Elekes Tamara      | 400 m vegyes   | 4:58,97    | 3.         |            |            | 4:52,69    |            |
| Flórián Natália    | 100 m gyors    | nem indult | nem indult | nem indult | nem indult | nem indult | nem indult |
| Flórián Natália    | 200 m gyors    | 2:09,87    | 5.         | 2:09,68    | 5.         | kiesett    | kiesett    |
| Sümegi Anna        | 100 m mell     | 1:16,80    | 6.         | kiesett    | kiesett    | kiesett    | kiesett    |
| Sümegi Anna        | 200 m mell     | 2:44,88    | 3.         | nem indult | nem indult | nem indult | nem indult |
| Király Flóra       | 400 m gyors    | 4:28,78    | 4.         |            |            | 4:25,44    | 6.         |
| Király Flóra       | 800 m gyors    |            |            |            |            | 9:03,58    | 4.         |
| Miszlai Mira       | 50 m gyors     | 27,86      | 2.         | nem indult | nem indult | nem indult | nem indult |
| Sós Borbála Mária  | 100 m mell     | 1:14,67    | 4.         | 1:13,28    | 7.         | kiesett    | kiesett    |
| Sós Borbála Mária  | 200 m mell     | 2:39,26    | 6.         | 2:37,16    | 3.         | 2:38,65    | 8.         |
| Szabó Dóra         | 100 m hát      | 1:04,03    | 2.         | 1:03,93    | 3.         | 1:04,28    | 5.         |
| Szabó Dóra         | 200 m hát      | 2:18,81    | 2.         | 2:18,82    | 3.         | 2:16,37    |            |
| Veress Hanna Róza  | 100 m pillangó | 1:02,37    | 3.         | 1:01,85    | 2.         | 1:01,45    | 4.         |
| Veress Hanna Róza  | 200 m pillangó | 2:17,29    | 1.         | nem indult | nem indult | nem indult | nem indult |
| Zámbó Virág Angyal | 100 m pillangó | 1:04,05    | 7.         | kiesett    | kiesett    | kiesett    | kiesett    |
| Zámbó Virág Angyal | 200 m pillangó | 2:16,90    | 2.         | 2:16,74    | 2.         | 2:17,20    |            |

## Éremtáblázat
| Helyezés | Nemzet              | Arany | Ezüst | Bronz | Összesen |
| 1.       | Olaszország         | 19    | 11    | 12    | 42       |
| 2.       | Spanyolország       | 8     | 6     | 4     | 18       |
| 3.       | Németország         | 7     | 7     | 14    | 28       |
| 4.       | Nagy-Britannia      | 7     | 4     | 6     | 17       |
| 5.       | Ukrajna             | 6     | 4     | 5     | 15       |
| 6.       | Magyarország        | 5     | 9     | 8     | 22       |
| 7.       | Horvátország        | 5     | 4     | 0     | 9        |
| 7.       | Svédország          | 5     | 4     | 0     | 9        |
| 9.       | Lengyelország       | 5     | 3     | 9     | 17       |
| 10.      | Törökország         | 4     | 8     | 1     | 13       |
| 11.      | Franciaország       | 4     | 7     | 4     | 15       |
| 12.      | Litvánia            | 4     | 3     | 2     | 9        |
| 13.      | Románia             | 3     | 8     | 6     | 17       |
| 14.      | Csehország          | 3     | 5     | 5     | 13       |
| 15.      | Hollandia           | 3     | 1     | 4     | 8        |
| 16.      | Izrael              | 3     | 1     | 2     | 6        |
| 17.      | Szerbia             | 2     | 3     | 1     | 6        |
| 18.      | Dánia               | 2     | 1     | 4     | 7        |
| 19.      | Finnország          | 2     | 1     | 3     | 6        |
| 19.      | Szlovákia           | 2     | 1     | 3     | 6        |
| 21.      | Görögország         | 2     | 1     | 0     | 3        |
| 22.      | Grúzia              | 2     | 0     | 5     | 7        |
| 23.      | Belgium             | 2     | 0     | 0     | 2        |
| 24.      | Azerbajdzsán        | 1     | 4     | 2     | 7        |
| 25.      | Svájc               | 1     | 0     | 3     | 4        |
| 26.      | Szlovénia           | 0     | 4     | 1     | 5        |
| 27.      | Észtország          | 0     | 3     | 0     | 3        |
| 28.      | Ausztria            | 0     | 1     | 3     | 4        |
| 28.      | Portugália          | 0     | 1     | 3     | 4        |
| 30.      | Lettország          | 0     | 1     | 2     | 3        |
| 31.      | Ciprus              | 0     | 1     | 1     | 2        |
| 32.      | Örményország        | 0     | 0     | 3     | 3        |
| 32.      | Bulgária            | 0     | 0     | 3     | 3        |
| 34.      | Moldova             | 0     | 0     | 2     | 2        |
| 35.      | Bosznia-Hercegovina | 0     | 0     | 1     | 1        |
| 35.      | Izland              | 0     | 0     | 1     | 1        |
| 35.      | Írország            | 0     | 0     | 1     | 1        |
| 35.      | Málta               | 0     | 0     | 1     | 1        |
| Összesen | Összesen            | 107   | 107   | 125   | 339      |

## Fordítás
- Ez a szócikk részben vagy egészben  a(z)   2022 European Youth Summer Olympic Festival című angol Wikipédia-szócikk ezen változatának fordításán alapul.  Az eredeti cikk szerkesztőit annak laptörténete sorolja fel. Ez a jelzés csupán a megfogalmazás eredetét és a szerzői jogokat jelzi, nem szolgál a cikkben szereplő információk forrásmegjelöléseként.